# Língua lun bawang
Lun Bawang ou Lundayeh é a língua falada pelo povo Lun Bawang. Pertence à família das línguas malaio-polinésias e "Putoh" é um nome alternativo em Kalimantan Oriental.

## História
Lun Bawang é principalmente uma língua oral. Há muito pouco material escrito impresso nesta língua que não tenha sido escrito por missionários ou linguistas. O primeiro material publicado escrito totalmente em Lun Bawang é uma tradução da Bíblia de 1982, que é chamada de  Bala Luk Do . Um dicionário Lun Bawang – Inglês foi construído em 1969 pela Universidade de Washington. Um dialeto da língua Lun Bawang, Kemaloh Lundayeh, foi compilado em 2006 em um dicionário bilíngue de Lundayeh e inglês

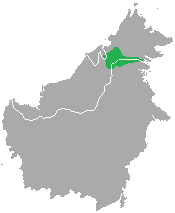
Distribuição geográfica dos falantes de Lun Bawang/Lundayeh

## Escrita
A língua usa uma forma do alfabeto latino sem as letras F, J, Q, V, X, Z. Usam-se as foras Bp, Gk, Ng.

## Fonologia
Existem 6 vogais, 19 consoantes e 5 ditongos na língua Lun Bawang.
| Nasal Oclusiva | m /m/ | m /m/ | m /m/   |       |       |       | n /n/ | n /n/ | n /n/ |         |         |         |       |       | ng /ŋ/ | ng /ŋ/ | ng /ŋ/  |       |  |
| Plosiva        | p /p/ | b /b/ | bp /b͡p/ | t /t̪/ | t /t̪/ | t /t̪/ | d /d/ | d /d/ | d /d/ |         |         |         |       |       | k /k/  | g /ɡ/  | gk /ɡ͡k/ | /ʔ/   |  |
| Africada       |       |       |         |       |       |       |       |       |       | c /d͡tʃ/ | c /d͡tʃ/ | c /d͡tʃ/ |       |       |        |        |         |       |  |
| Fricativa      |       |       |         |       |       |       | s /s/ | s /s/ | s /s/ |         |         |         |       |       |        |        |         | h /h/ |  |
| Aproximante    |       |       |         |       |       |       | l /l/ | l /l/ | l /l/ | r /r/   | r /r/   | r /r/   | y /j/ | y /j/ | w /w/  | w /w/  | w /w/   |       |  |

De acordo com Blust (2006), Lun Dayeh tem uma série de oclusivas de voz mista,  [b͡p, d͡tʃ, ɡ͡k], semelhantes às da língua kelabit,  mas não tem um  [tʃ] simples
| Fechada | Frontal  | Central | Posterior |
| ------- | -------- | ------- | --------- |
| Fechada | i /i/    |         | u /u/     |
| Medial  | e /e, ɛ/ | e /ə/   | o /o, ɔ/  |
| Aberta  |          | a /a/   |           |

| Ortografia | IPA  |
| ---------- | ---- |
| ai         | /ai̯/ |
| au         | /au̯/ |
| ia         | /i̯a/ |
| ou         | /ou̯/ |
| ui, oi     | /ɔʏ̯/ |

## Amostra de texto
Pai Nosso
O Taman kai luk bang surga, dó ngadan-Mu uen ngerayeh. Idi imet-Mu uen ngaching, idi luk pian-Mu mangun bang taná kudeng bang surga. Maré nekai acho sini akan luk petap. Idi maré dó ratnan amung-amung baleh kai mepad kudeng kai pangeh nemaré ddó ratnan amung-amung baleh dulun. Idi aleg nguit nekai amé bang luk nutun, iamdó muit nekai ratnan luk dat. Amen. Ngacheku Iko luk kuan imet idi lalud idi rayeh maching ruked-ruked peh. Amen.
Português:
Pai nosso, que estás nos céus, santificado seja o teu nome. Venha o teu reino, seja feita a tua vontade, assim na terra como no céu. O pão nosso de cada dia nos dá hoje e perdoa nossos pecados, assim como perdoamos àqueles que pecam contra nós. Não nos deixe cair em tentação, mas livra-nos do mal. Um homem. Pois o reino, o poder e a glória são seus agora e para sempre. - Mateus 6: 9